# L'Arbre et la Forêt
Pour plus de détails, voir Fiche technique et Distribution.
L'Arbre et la Forêt est un film dramatique français réalisé par Olivier Ducastel et Jacques Martineau, sorti le 3 mars 2010. Ce film, qui a remporté le Prix Jean-Vigo 2009, s'inspire en grande partie de la déportation et de la vie de Pierre Seel, homosexuel alsacien interné dans le camp de Schirmeck qui apporta son témoignage dans un livre Moi, Pierre Seel, déporté homosexuel.

## Synopsis
En octobre 1999, Frédérick Muller, un sylviculteur du Loiret d'origine alsacienne, taciturne et passionné de Wagner, n'assiste pas à l'enterrement de son fils aîné Charles, laissant ses proches dans l'incompréhension et la colère, notamment son plus jeune fils Guillaume. Quelques semaines plus tard il décide d'expliquer son geste au moment d'un repas familial. Charles, son fils décédé, savait le secret que son père gardait depuis la Seconde Guerre mondiale. Alors jeune homme, Frédérick avait été incarcéré en 1941 plus d'un an au camp de Schirmeck en Alsace non pas pour des opinions politiques comme la légende familiale l'affirme depuis 50 ans, mais en application par les autorités françaises des lois de discrimination et de déportation des homosexuels du paragraphe 175 du code pénal allemand. Charles connaissant la réalité, avait dès lors méprisé son père et lui avait enjoint de taire ce secret et de ne pas assister à ses funérailles. Marianne, sa femme qui a toujours connu la vérité, avait accepté cette situation et, malgré tout, avait construit sa famille avec cet homme qu'elle aimait, et qu'elle laissait libre de vivre une vie amoureuse parallèle. Le choc de cette révélation s'abat sur Guillaume et Delphine, la fille de Charles.
Enfin libéré de ce terrible secret, Frédérick livre, à Delphine et son compagnon Rémi à la veille de la tempête de décembre 1999, ses souvenirs sur la vie dans le camp de Schirmeck. Il explique qu'il n'a survécu à cette période — où quotidiennement il se demandait s'il allait être arbitrairement exécuté —, et à cette déportation qu'il considère comme une « absurdité absolue », qu'en raison de l'espoir qu'il maintenait vivant chaque jour dans son esprit de voir grandir un arbre, qu'il se promettait de planter au cas où il sortirait vivant du camp. Ce qu'il fit, dès sa libération intervenue un matin sans raison apparente.

## Fiche technique
- Titre : L'Arbre et la Forêt
- Réalisation : Olivier Ducastel et Jacques Martineau
- Scénario : Olivier Ducastel et Jacques Martineau
- Photographie : Matthieu Poirot-Delpech
- Montage : Mathilde Muyard
- Musique : Richard Wagner (extraits de la tétralogie), Mozart (2e mouvement du 23e concerto pour piano)
- Décors : Dorian Maloine
- Costumes : Elisabeth Mehu
- Maquillage : Valérie Théry-Hamel
- Production : Gilles Sandoz et Kristina Larsen
- Société de production : Maïa Cinéma et Les Films du Lendemain, en association avec la SOFICA Cofinova 5
- Pays de production :  France
- Langue : français
- Format : couleur - 1,85:1 - Dolby Digital - 35 mm
- Genre : comédie dramatique
- Durée : 97 minutes
- Date de sortie : 3 mars 2010

## Distribution
- Guy Marchand : Frédérick
- Françoise Fabian : Marianne, la femme de Frédérick
- Sabrina Seyvecou : Delphine, la petite-fille de Frédérick et Marianne
- Yannick Renier : Rémi, le petit ami de Delphine
- François Négret : Guillaume, le fils cadet de Frédérick et Marianne
- Catherine Mouchet : Françoise, la mère de Delphine
- Sandrine Dumas : Elisabeth, la femme de Guillaume
- Pierre-Loup Rajot : Charles, le fils aîné de Frédérick et Marianne
- Maxim Henry et Léa Henry : les enfants

## Réception critique
L'Arbre et la Forêt a reçu de nombreuses critiques favorables, soulignant notamment la « retenue et la sensibilité » ou l'« intelligence et le tact » dans le traitement de ce sujet peu connu. La qualité d'interprétation de Guy Marchand dans le rôle principal de Frédérick a également été remarquée,, ainsi que celle de Catherine Mouchet dans son rôle secondaire,. Les Cahiers du cinéma furent plus réservés critiquant le fait que les réalisateurs soient bloqués dans les années 1990 tant sur le fond que sur la forme et Le Nouvel Observateur fut le plus réticent sur ce film qualifié de « maladroit et épais » en raison des dialogues considérés comme « à la fois explicatifs, empesés et redondants ».
Sur l'ensemble de sa période d'exploitation en salles, le film a totalisé 79 791 entrées en France. Il a par ailleurs remporté le prix Jean-Vigo 2009.

## Édition DVD
Le film est publié en DVD par la société Ad Vitam en 2010 accompagné du documentaire Paragraphe 175 (74 min) réalisé par Rob Epstein et Jeffrey Friedman et ajouté en bonus. Ce documentaire a reçu le prix du meilleurs documentaire au Festival de Sundance en 2000, le prix FIPRESCI du Festival du cinéma de Berlin en 2000 et le Teddy Award du meilleur documentaire/essai en 2000.